# Motorstorm: Pacific Rift
Motorstorm: Pacific Rift er et PlayStation 3-spil lavet af Evolution Studios i 2008. Evolution Studios har lagt meget vægt på planter og vegetation, da spillet handler om at køre i en jungle på en forladt ø. Motorstormerne (dem der kører løbet i motorstorm) er ankommet til øen i Stillehavet for at køre deres brutale løb.
| computerspil | Spire Denne computerspilsrelaterede artikel er en spire som bør udbygges. Du er velkommen til at hjælpe Wikipedia ved at udvide den. |